# Associazione Calcio Stabia 1947-1948
Questa voce raccoglie le informazioni riguardanti l'Associazione Calcio Stabia nelle competizioni ufficiali della stagione 1947-1948.

## Stagione
Nella stagione 1947-1948 lo Stabia è giunto al 1º posto nel campionato di Serie C girone R, organizzato dalla Lega Interregionale Sud. Il verdetto finale ammette lo Stabia a partecipare in Serie C per la stagione successiva, campionato organizzato dalla Lega Nazionale. Nell'arco delle 30 giornate conquista 44 punti con 20 vittorie, 4 pareggi e 6 sconfitte.

## Rosa
| N. |                   | Ruolo | Calciatore        |
| -- | ----------------- | ----- | ----------------- |
|    | Italia (bandiera) |       | Vetrò             |
|    | Italia (bandiera) | D     | Giovanni Greselin |
|    | Italia (bandiera) |       | Di Bisceglie      |
|    | Italia (bandiera) |       | Riconda           |
|    | Italia (bandiera) |       | Baiardo           |
|    | Italia (bandiera) |       | De Carne          |
|    | Italia (bandiera) |       | Esposito          |
|    | Italia (bandiera) |       | Daspas            |

| N. |                   | Ruolo | Calciatore  |
| -- | ----------------- | ----- | ----------- |
|    | Italia (bandiera) |       | Benedicenti |
|    | Italia (bandiera) |       | Goldoni     |
|    | Italia (bandiera) |       | Celardo     |
|    | Italia (bandiera) |       | Cascone     |
|    | Italia (bandiera) |       | Riciniello  |
|    | Italia (bandiera) |       | Esposito    |
|    | Italia (bandiera) |       | Renino      |